# Virgin Books
Virgin Books – brytyjskie wydawnictwo specjalizujące się w literaturze faktu. Jego największym sukcesem były wydawane w latach 90. XX w. powieści o popularnym bohaterze – Doktorze Who, a także wydana w 1997 roku autobiografia słynnego założyciela Virgin Group – Richarda Bransona.
W chwili obecnej 90% udziałów wydawnictwa posiada Random House, a 10% należąca do Richarda Bransona Virgin Group.

## Historia
Virgin otworzyło swój oddział zajmujący się wydawaniem książek już pod koniec lat siedemdziesiątych. W latach osiemdziesiątych, które były okresem dynamicznego rozwoju, Virgin Books połączyło się z kilkoma innymi firmami, w tym WH Allen, dobrze znaną wśród fanów Doktora Who. Pomimo tego, że Virgin Books zostało wchłonięte przez WH Allen w 1989 roku, dwa lata później nazwa wydawnictwa została zmieniona na Virgin Publishing.
Pierwsze sukcesy firmy przyszły wraz z wydaniem powieści New Adventures opowiadających o przygodach Doktora Who. Książki kontynuowały historię z popularnego telewizyjnego serialu science-fiction, po tym jak został on usunięty z anteny w 1989 roku. Virgin publikowało serię od 1991 do 1997 roku.

## Bieżąca działalność
Dzisiaj firma jest najbardziej znana z literatury faktu: wydawnictw biznesowych, publikacji dotyczących zdrowia, stylu życia oraz biografii celebrytów.
Największym sukcesem końcówki lat 90 okazała się autobiografia Richarda Bransona Losing My Virginity wydana w 1997 roku. Stała się ona międzynarodowym bestsellerem i do dziś sprzedaje się doskonale. Kontynuacja pod tytułem Business Stripped Bare została wydana w 2008 roku.
W ostatnim czasie sukcesem wydawnictwa okazała się książka Roberta H. Franka, The Economic Naturalist, w której autor poprosił swoich studentów ekonomii o przedstawienie ciekawych pytań z codziennego życia i wytłumaczenie ich w kontekście ekonomii.
Random House poprzez swój brytyjski oddział zakupił 90% udziałów firmy w marcu 2007. W listopadzie 2009 roku Virgin został niezależną jednostką wewnątrz Ebury Publishing, oddziale grupy Random House.